# Augustales
Augustales was de naam van verschillende priestergenootschappen in het Romeinse Keizerrijk. De voornaamste waren de Sodales Augustales, de Seviri Augustales en de Augustales. Hoewel de naam het tegengestelde doet vermoeden, hadden deze drie priesterschappen weinig met elkaar gemeen.

## Sodales Augustales
De Sodales Augustales vormden een college dat in 14 n.C. door Tiberius werd opgericht. Ze waren enkel actief in de stad Rome en hadden als taak het vereren van de gens Julia. De Sodales Augustales hadden 21 leden, allen voorname senatoren die door het lot werden verkozen.

## Seviri Augustales en Augustales
De Seviri Augustales vormden een municipiaal college dat de keizercultus verzorgde. Ook de Augustales hadden te maken met de keizercultus, al is het niet echt duidelijk met welk aspect ervan. Er is veel discussie over de relatie tussen de Augustales en de Seviri Augustales. Het is namelijk niet helemaal duidelijk of het twee verschillende, los van elkaar bestaande genootschappen waren, of eerder twee verschillende namen bestonden voor één enkel college.
Het meest voorkomende idee is dat de Seviri Augustales een municipiaal college vormden dat uit 6 personen bestond, waarvan het ambt slechts tijdelijk, waarschijnlijk jaarlijks was. De Augustales daarentegen zouden voor het leven benoemd zijn. Vaak worden de woorden Seviri Augustales en Augustales door elkaar gebruikt, of ziet men ze als synoniem van elkaar. Soms wordt de benaming Augustales ook gebruikt als afkorting voor de Severi Augustales. Sommige theorieën beweren dan weer dat beide colleges los van elkaar zijn ontstaan, maar dat de Seviri Augustales na verloop van tijd zijn opgenomen bij de Augustales. Kortom, er heerst weinig eensgezindheid over de Augustales, wat het onderzoek ernaar verre van gemakkelijk maakt. De oorzaak van de gehele problematiek ligt vooral bij het enorme tekort aan literatuur en bronnen.
De naam Augustales verwijst heel duidelijk naar keizer Augustus. Het aanhangsel -talis wijst op een godheid. De naamgeving van het priestercollege is dus niet toevallig gekozen, maar wijst op de verering van de vergoddelijkte keizer Augustus. Augustus was enorm populair tijdens zijn regering omdat hij vrede had gebracht in het Romeinse Rijk. Het is dan ook niet onwaarschijnlijk dat de Augustales en de Seviri Augustales al ontstonden tijdens het leven van keizer Augustus. Ook over het ontstaan van beide colleges is veel onenigheid. Ze kunnen gegroeid zijn uit andere genootschappen. De Seviri Augustales kunnen ontstaan zijn nadat een aantal municipiale magistraten zich gingen groeperen in een college. Wat er ook van moge zijn, zowel de Augustales als de Seviri Augustales zijn in de loop van de 1e eeuw n.C. ontstaan met de bedoeling keizer Augustus te vereren.
Uit de structuur en de samenstelling van beide genootschappen blijkt dat vooral de Seviri Augustales een sociale rol vervulden. De Severi Augustales bestonden namelijk vooral uit vrijgelatenen. Slechts een klein aantal ingenui (vrijgeborenen) was lid, Heel zelden konden ook vreemdelingen lid worden. Ook personen die een beroep uitoefenden dat door de Lex Iulia als oneervol werd beschouwd en die als dusdanig niet in de curia werden toegelaten, konden lid worden van de Augustales. Dit gaf mensen, die elders van openbare ambten werden uitgesloten, de kans om prestige te verwerven en hun aanzien te verhogen.
De organisatie van de Augustales was te vergelijken met die van de ordo decuriones, een soort gemeenteraad in de municipia. Ze hadden een gemeenschapskas die werd gespijsd door de summa honorarium, een som die nieuwe leden bij hun intrede moesten betalen. Dat was wel nodig, want de offers en de spelen die de Augustales en Severi Augustales organiseerden moesten ze volledig op eigen kosten betalen.
Wie lid wilde worden van de Augustales of Seviri Augustales, moest een hele procedure doorlopen. Van de Severi Augustales is men vrij zeker dat ze door de ordo decuriones werden benoemd. Zoals eerder al gezegd, was men bij het selecteren van nieuwe leden niet echt discriminerend. De enige voorwaarde om lid te worden, was dat men over een bepaald vermogen moest beschikken. Vrouwen en slaven werden uiteraard niet toegelaten. Kandidaat-leden moesten zich melden bij de magistraat van de municipia. Deze opende dan een enquête om de verkiesbaarheid van de kandidaat te onderzoeken. De lijst van verkiesbare kandidaten werd vervolgens aan de ordo decuriones gegeven die dan een aantal personen benoemde. De namen van de verkozen kandidaten werden dan openbaar gemaakt. In het begin van haar bestaan, was een functie binnen het college erg gewild. Na een tijdje nam de interesse echter af en door gebrek aan geschikte kandidaat-leden diende men een nieuwe procedure van intrede te gebruiken. Zo ontstond de adlectio, een manier van intrede waarbij het nodige aantal nieuwe leden zonder formaliteiten in het genootschap werd toegelaten.
De Augustales en Seviri Augustales hadden heel wat taken en bevoegdheden. Deze taken maakten allen deel uit van de keizerverering. De keizercultus van de Augustales sloot zich echter ook aan bij de verering van de andere goden, waardoor de keizer al gauw in verband werd gebracht met belangrijke goden en mythologische figuren zoals Mercurius en Hercules. Een van de hoofdopdrachten van de Augustales en Seviri Augustales was het organiseren van spelen. De presentatie van deze spelen kon enorm variëren. Omdat het volk hield van circusspelen en gladiatorgevechten, organiseerden de Augustales regelmatig wagenrennen om aan de smaak van het plebs te voldoen. Zoals hierboven vermeld, moesten ze deze spelen zelf bekostigen. Verder behoorde het tot hun taak offers te brengen en de maaltijden te organiseren die op deze offers volgden. Bovendien dienden de Augustales en de Severi Augustales een aantal openbare werken te ondernemen. Deze openbare werken werden dan bekostigd met het geld van de summa honoraria. De Augustales en Seviri Augustales deden dan ook aan euergetisme, een vorm van schenking waarbij de elites uit vrije wil de kosten droegen van openbare werken, schouwspelen, maaltijden enz. die de gemeenschap ten goede kwamen. Dit wijst er nog eens op dat de leden van de Augustales en Severi Augustales welstellend waren.
Zoals bij zoveel aspecten van de Augustales en Seviri Augustales is men tot nog toe niet zeker over hoe beide priesterschappen tot hun einde kwamen. Sommige theorieën beweren dat ze in financieel problemen kwamen tijdens de economische crisis van de 3e eeuw, waardoor ze een stille dood zijn gestorven. De hypothese dat de Augustales en Seviri Augustales zijn verdwenen met de komst van het christendom, lijkt mij echter waarschijnlijker.
Hoewel er heel wat over de Augustales is geschreven, heerst er nog heel wat onzekerheid rond het onderwerp. Door het tekort aan literatuur en bronnen over de Augustales, tasten de historici grotendeels in het duister. Wel kunnen we met enige zekerheid zeggen dat Augustales de benaming was voor meerdere los van elkaar bestaande priestergenootschappen, die allen in verband stonden met de keizercultus en alle aspecten die ermee te maken hadden.

## Voetnoten
1. ↑  G. Bartelinck et al., eds., Woordenboek der Oudheid. Encyclopedisch overzicht van het Oude Egypte-Het Oude Nabije Oosten-de Grieks-Romeinse Wereld en het Vroege Christendom, Bussum, s.n., 1965-1986, deel 1, p.391.
2. ↑  G. Bartelinck et al., eds., ibidem, deel 1, p.391.
3. ↑  H. Gärtner, W. Sontheimer & K. Ziegler, eds., Der kleine Pauly. Lexicon der Antike. Auf Grundlage von Pauly’s Realencyclopädie der classischen Alterumswissenschaft, Stuttgart, s.n., 1964-1975, deel 1, p. 739.
4. ↑  R. Duthoy, “Les Augustales”, in: Aufsteig und Niedergang der Römische Welt.Geschichte und Kultur Roms im Spiegel der neueren Forschung, Berlijn, New York,1978, deel II 16.2, p. 1271
5. ↑  R. Duthoy, ibidem, p 1270
6. ↑  R. Duthoy, ibidem, p. 1272
7. ↑  H. Cancik, M. Landfester & H. Schneider, eds., Der Neue Pauly Enzyklopädie der Antike, Stuttgart, Metzler, 1996-2003, deel 2, p. 291, kolom 1.
8. ↑  G. Widisowa et al., Paulys Realencyclopädie der classischen Alterumswiwwenschaft, Stuttgart & München, s.n., 1993-1978, deel 2, p. 2357. en R. Duthoy, “Les Augustales” in: ANRW, p. 1263
9. ↑  G. Widisowa, ibidem, deel 2, p. 2349
10. ↑  R. Duthoy, “Les Augustales” in: ANRW, p. 1293.
11. ↑  F. Mourlot, Essai sur l’histoire de l’augustalité dans l’Empire Romain, Parijs, Libraire Emile Bouillon, 1895, p. 19.
12. ↑  G. Widisowa et al., Paulys Realencyclopädie, deel 2, p. 2352.
13. ↑  G. Widisowa et al., ibidem, deel 2, p.2351.
14. ↑  F. Mourlot, Essai sur l’histoire de l’augustalité, p. 87.
15. ↑  H. Cancik, M. Landfester & H. Schneider, eds., Der Neue Pauly, deel 2, p. 291, kolom 2.
16. ↑  H. Gärtner, W. Sontheimer & K. Ziegler, eds., Der kleine Pauly, deel 1, p. 739.
17. ↑  F. Mourlot, Essai sur l’histoire de l’augustalité, p. 86
18. ↑  F. Mourlot, ibidem, p. 88.
19. 1 2  F. Mourlot, ibidem, p. 87.
20. ↑  F. Mourlot, ibidem, p. 88
21. ↑  F. Mourlot, ibidem, p.88-89.
22. ↑  F. Mourlot, ibidem, p. 89.
23. ↑  G. Widisowa et al., Paulys Realencyclopädie, deel 2, p. 2350.
24. ↑  G. Widisowa et al., ibidem, deel 2, p. 2352.
25. ↑  F. Mourlot, Essai sur l’histoire de l’augustalité, p. 94-95.
26. ↑  F. Mourlot, ibidem, p. 92.
27. ↑  F. Mourlot, ibidem, p. 96.
28. ↑  R. Duthoy, “Les Augustales”, in: ANRW, p. 1294.
29. ↑  F. Mourlot, Essai sur l’histoire de l’augustalité, p.127.
30. ↑  F. Mourlot, ibidem, p. 128.